# Радиоастрономический институт Национальной академии наук Украины
Радиоастрономический институт Национальной академии наук Украины (укр. Радіоастрономічний інститут НАН України) — является главной научной организацией Украины в области радиоастрономических и радиофизических исследований космического пространства. Институт располагается в нескольких корпусах. Дирекция расположена в главном корпусе по адресу г. Харьков, ул. Краснознамённая 4.

## История
Создание Радиоастрономического института осуществлялось в два этапа. На первом этапе 1 апреля 1980 г. во исполнение постановления Президиума АН УССР от 26.03.80 г. № 135 в Институте радиофизики и электроники АН УССР был создан автономный Сектор (вскоре переименованный в Отделение) радиоастрономии ИРЭ АН УССР.
Создание Сектора радиоастрономии диктовалось необходимостью сконцентрировать усилия ученых и специалистов на исследованиях в декаметровом диапазоне радиоволн, в котором к этому времени был получен целый ряд важных фундаментальных результатов мирового уровня, и на радиоастрономическом освоении новых частотных диапазонов в соответствии с постановлением Президиума АН УССР от 19.09.79 г. № 367 «Об исследованиях в области радиоастрономии и перспективы их развития».
В соответствии с распоряжением Совета министров УССР от 18 ноября 1985 г. № 660-р и постановлением Президиума АН УССР от 29.11.85 г. № 437 на базе на базе Отделения радиоастрономии Института радиофизики и электроники АН УССР был создан Радиоастрономический институт Академии наук УССР.
В институте сложился квалифицированный коллектив научных сотрудников. В их числе 6 членов Национальной академии наук Украины (академики НАНУ Л. Н. Литвиненко, А. А. Коноваленко, В. М. Шульга, члены-корреспонденты НАНУ Д. М. Ваврив, Ю. Г. Шкуратов и Ю. М. Ямпольский), около 30 докторов и 70 кандидатов наук.

## Руководство
С момента создания РИ НАНУ и по 2017 год директором института был академик НАНУ Л. Н. Литвиненко.
Весной 2017 года коллективом института на должность директора был избран д.ф.-м.н. Вячеслав Захаренко.
Заместители директора:
- по научной работе:
  - академик НАН Украины Коноваленко А. А.[4]
  - академик НАН Украины Ваврив Д. М.[5]
- по общим вопросам:
  - Федий Р. П.[6]
  - Ученый секретарь: Удовенко А. П.[7]

## Основные научные направления
- радиоастрономия Вселенной;
- дистанционное зондирование геокосмоса и Солнечной системы;
- физические принципы построения радиотелескопов и радиотехнических систем дистанционного зондирования;

Наряду с фундаментальными, в институте ведутся прикладные исследования и разработки приборов и радиотехнических систем различного назначения в декаметровом, СВЧ, миллиметровом и субмиллиметровом диапазонах.
РИ НАНУ — инициатор и участник международных программ и проектов, плодотворно сотрудничает с обсерваториями, научно-исследовательскими институтами и лабораториями США, Великобритании, Франции, Швеции, Индии, Австрии, Норвегии, Китая и Германии, поддерживает тесные научные контакты с ведущими научными учреждениями России и Узбекистана.

## Научные инструменты
В распоряжении РИ НАНУ имеются инструменты:
- радиотелескоп УТР-2 (п. Граково, Харьковская обл.);
- радиотелескоп УРАН-1 (г. Змиёв, Харьковская обл.);
- радиотелескоп УРАН-4 (п. Маяки, Одесская обл.);
- радиотелескоп ГУРТ (п. Граково, Харьковская обл.);
- радиотелескоп РТ-2 (г. Харьков).

Также институтом используются такие инструменты, как:
- радиотелескоп РТ-70 (НЦУИКС, г. Евпатория);
- радиотелескоп РТ-22 (КрАО, г. Симеиз);
- радиотелескоп УРАН-2 (ПГО Института геофизики им. С. И. Субботина НАНУ, п. Степановка, Полтавской обл.);
- радиотелескоп УРАН-3 (Физико-механический институт им. Г.В. Карпенко НАНУ, п. Свитязь, Волынская обл.).

## Научные издания
Институт является одним из соучредителей научного журнала "Радиофизика и Радиоастрономия".

## Научные и научно-технические отделы[8]
- Отдел № 11 Декаметровой радиоастрономии Отделения низкочастотной радиоастрономии
- Отдел № 12 Астрофизики Отделения низкочастотной радиоастрономии
- Научно-технический отдел № 13 Радиоастрономическая обсерватория им. С. Я. Брауде Отделения низкочастотной радиоастрономии
- Экспериментальный отдел № 14 Высоких технологий СВЧ
- Отдел № 15 Радиоастрономической аппаратуры и методов наблюдений Отделения низкочастотной радиоастрономии
- Отдел № 16 Космической радиофизики
- Отдел № 17 Миллиметровой радиоастрономии
- Отдел № 18 Микроволновой радиоспектрометрии
- Отдел № 20 Теоретической радиофизики
- Отдел № 21 Электронных СВЧ-приборов
- Отдел № 22 Радиофизики геокосмоса
- Научно-технический отдел № 23 Низкочастотная обсерватория

Центр коллективного пользования прибором «Криоэлектроника».